# Takatsukasa Fuyumichi
Takatsukasa Fuyumichi (鷹司 冬通) (1330 - 1386), fils de Takatsukasa Morohira, est un noble de cour japonais (kugyō) de l'époque de Muromachi (1336–1573). Il exerce la fonction de régent kampaku de 1367 à 1369. Son fils est Takatsukasa Fuyuie et sa fille épouse Ichijō Tsunetsugu.

## Source de la traduction
- (en) Cet article est partiellement ou en totalité issu de l’article de Wikipédia en anglais intitulé « Takatsukasa Fuyumichi » (voir la liste des auteurs).